# 岐阜市立金華小学校
岐阜市立金華小学校（ぎふしりつ きんかしょうがっこう）は、かつて岐阜県岐阜市に存在した公立小学校。

## 概要
- 校区の児童数減少により、2002年に岐阜市立小学校及び中学校の通学区域審議会が行われ、「旧市内における岐阜立小学校及び中学校の通学区域のあり方について」の答申で京町小学校との統廃合が提言された[1]。2008年に両校を統合した岐阜市立岐阜小学校の開校に伴い、閉校となった。
- 敷地は岐阜小学校の校地に転用された。金華小学校の建物は取り壊されており、岐阜小学校の建物は新築されたものである。

## 沿革
- 1873年（明治6年）2月 - 
  - 米屋町[注釈 1]に大観舎が開校。校舎は旧・尾張藩役所を使用。
  - 御手洗[注釈 2]に有道義校が開校。
- 1874年（明治7年）4月 - 大観舎が新築移転。同時に金華学校（男子校）と伊奈波学校（女子校）に分立する。
- 1878年（明治11年）7月 - 金華学校と伊奈波学校が合併し、岐阜学校となる。
- 1880年（明治13年） - 有道義校が富茂登学校に改称する。
- 1886年（明治19年） - 岐阜学校が岐阜尋常小学校に改称する。併設して岐阜高等小学校[注釈 3]が開校する。
- 1889年（明治22年）7月1日 - 岐阜町[注釈 4]、富茂登村、稲束村、小熊村、今泉村、及び上加納村北部が合併し市制施行。岐阜市となる。
- 1891年（明治24年）10月28日 - 濃尾地震による火災の延焼により、校舎が全焼。円龍寺[注釈 5]を仮校舎として授業を行う。
- 1893年（明治26年） - 校舎が完成。
- 1911年（明治44年）
  - 4月 - 岐阜尋常小学校が富茂登尋常小学校を統合する。富茂登分教場を設置。
  - 5月 - 岐阜市大工町（現在地）に新築移転。富茂登分教場を廃止。
- 1915年（大正4年）5月 - 火災により校舎を全焼。仮校舎で授業を行う。
- 1920年（大正9年） - 校舎が完成。
- 1922年（大正11年） - 岐阜尋常高等小学校に改称する。
- 1925年（大正14年） - 金華尋常高等小学校に改称する。
- 1941年（昭和16年）4月1日 - 金華国民学校に改称する。
- 1947年（昭和22年）4月1日 - 岐阜市立金華小学校に改称する。
- 1957年（昭和32年） - 新校舎（鉄筋コンクリート造4階建）が完成。
- 1958年（昭和33年） - 校舎を増築。
- 1961年（昭和36年） - 校舎を増築。
- 1973年（昭和48年） - 体育館が完成。
- 2008年（平成20年）3月31日 - 京町小学校との統合により、閉校。